# Carl Oscar Borg
Pour les articles homonymes, voir Borg.
Carl-Oscar Borg, né à Grinstad (sv) en Suède le 3 mars 1876 et mort à Santa Barbara (Californie) le 8 mai 1947, est un peintre et producteur de cinéma américain. 

## Biographie
Né de parents américains en Suède, il émigre à Londres à l'âge de 15 ans où il devient l'assistant du peintre de portraits et de marine George Johansen. En 1901, il s'installe aux États-Unis. Professeur à la The Art Institute of California – Los Angeles (en) et à la Santa Barbara School of the Arts (en), il devient le protégé de la philanthrope et mécène américaine Phoebe Hearst qui lui donne l'occasion de retourner en Europe pour y étudier l'art.
En 1925, à Paris, il obtient une médaille d'argent au Salon des artistes français.
A son retour, il se fait remarquer pour ses paysages du sud-ouest des États-Unis, en particulier des États de l'Arizona et du Nouveau-Mexique et du Grand Canyon. Il est aussi chargé des affiches du Atchison, Topeka and Santa Fe Railway.  
Membre du California Art Club (en) et du Painter's Club de Los Angeles, il travaille en parallèle comme producteur de films muets dans les années 1925-1928 et devient l'un des premiers directeurs artistiques d'un grand studio de cinéma à Hollywood. 
Ses œuvres sont conservées, entre autres, à l'Université Brigham Young, à Harvard, au Smithsonian American Art Museum et au Musée des beaux-arts de San Francisco.

## Galerie

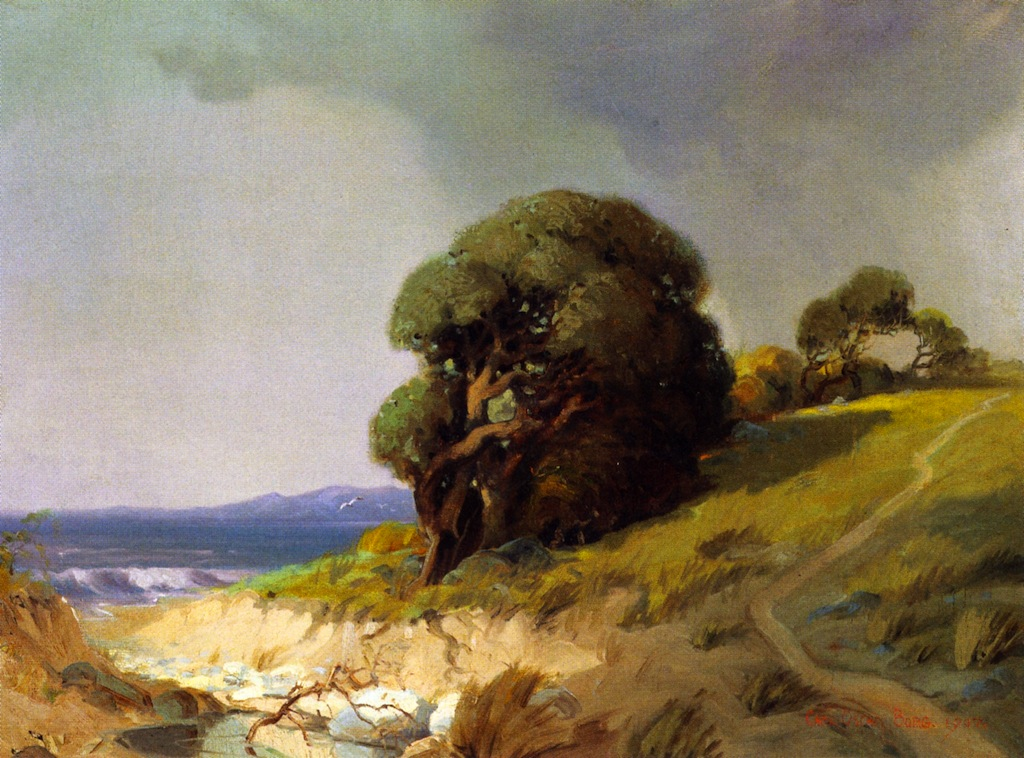
California Landscape
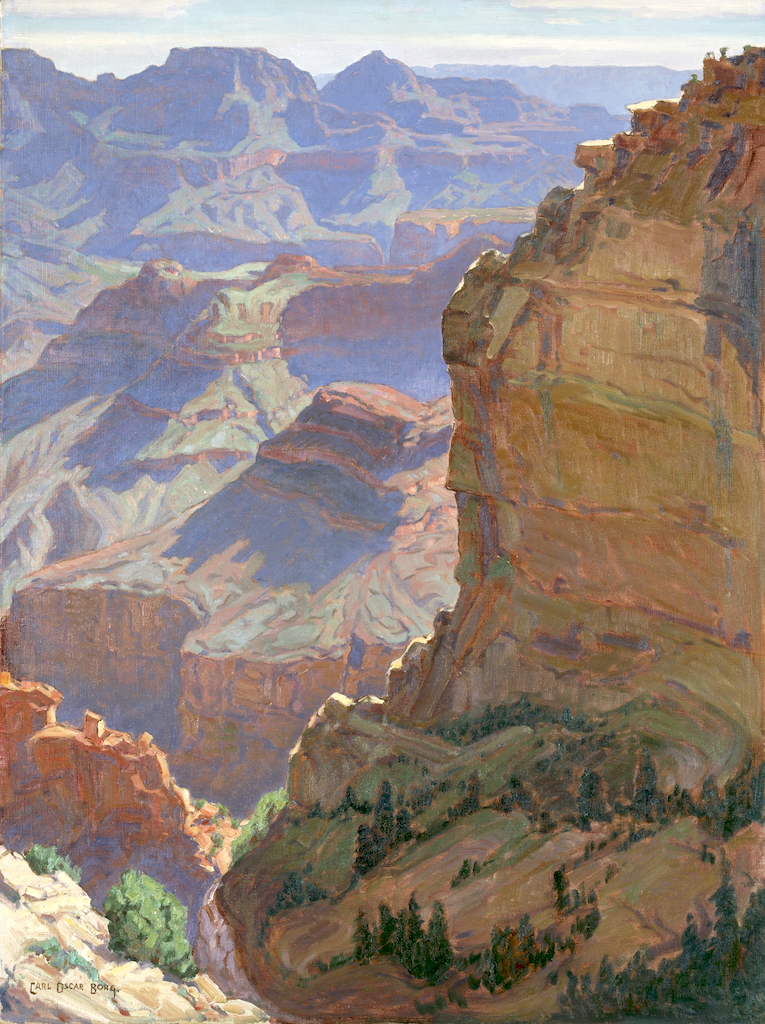
Grand Canyon
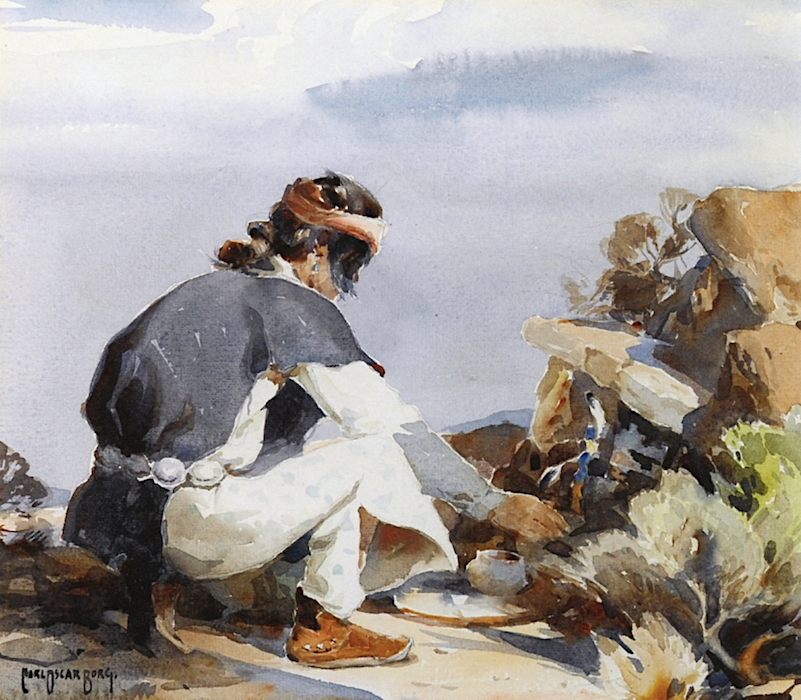
Kneeling Indian
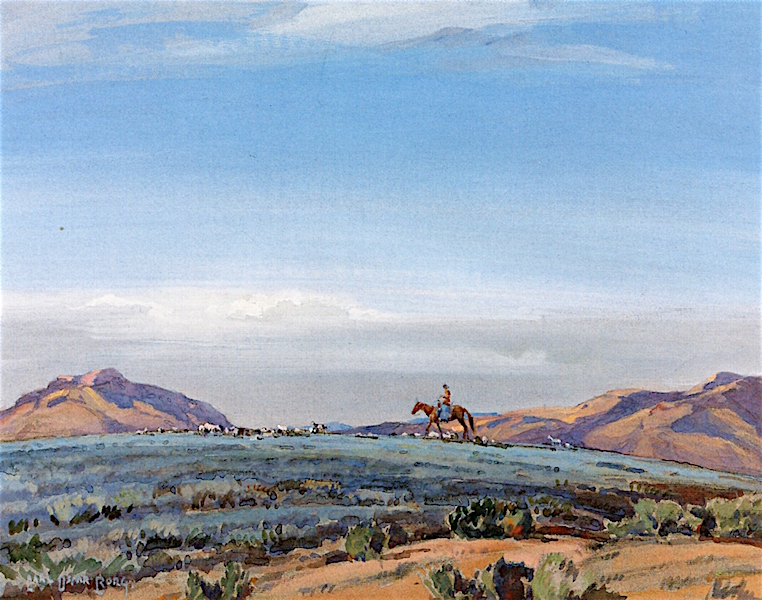
Navajohjord, Arizona
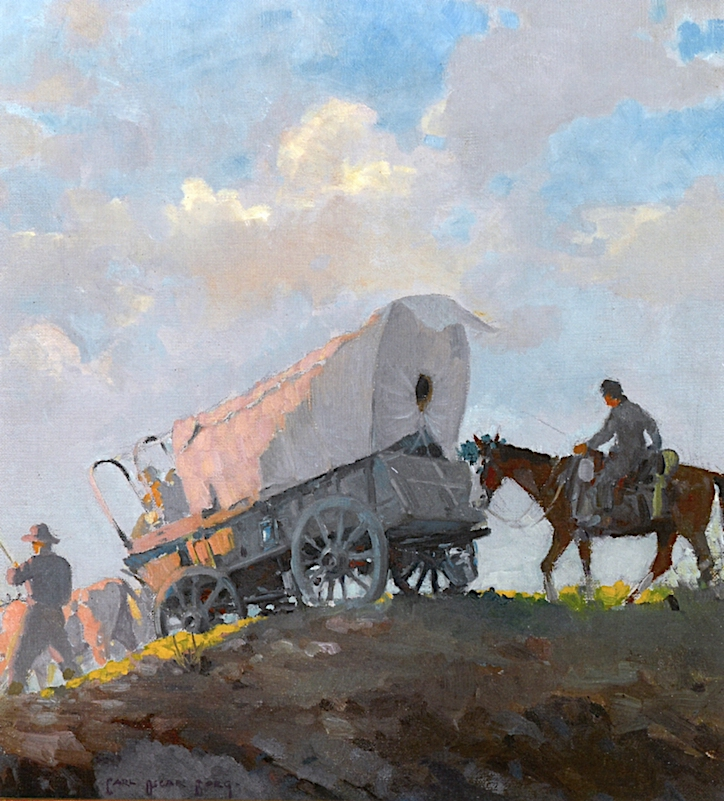
Wagon Train